# Annibale Sillano
Annibale Sillano (Crotone, ... – Poggiardo, 14 febbraio 1666) è stato un nobile e vescovo cattolico italiano.

## Biografia
Figlio dell'aristocratico Geronimo e della prima moglie Giulia Mangione, ricevette l'ordinazione sacerdotale nel 1626 e divenne protonotario apostolico presso la cattedrale di Crotone.
Per molti anni vicario generale della diocesi di San Marco Argentano durante l'episcopato di Defendente Brusati, fu nominato vescovo di Castro di Puglia da papa Innocenzo X il 6 ottobre 1653. Ricevette la consacrazione episcopale il successivo 12 ottobre dal cardinale Marcantonio Franciotti e dai co-consacranti Giambattista Spada, patriarca titolare di Costantinopoli, e Giovanni Granafei, vescovo di Alessano.
Sillano morì a Poggiardo, in provincia di Lecce, il 14 febbraio 1666.

## Genealogia episcopale
La genealogia episcopale è:
- Cardinale Guillaume d'Estouteville, O.S.B.Clun.
- Papa Sisto IV
- Papa Giulio II
- Cardinale Raffaele Riario
- Papa Leone X
- Papa Paolo III
- Cardinale Francesco Pisani
- Cardinale Alfonso Gesualdo
- Papa Clemente VIII
- Cardinale Pietro Aldobrandini
- Cardinale Laudivio Zacchia
- Cardinale Antonio Barberini, O.F.M.Cap.
- Cardinale Marcantonio Franciotti
- Vescovo Annibale Sillano